# Cerma albipuncta
Cerma albipuncta är en fjärilsart som beskrevs av Barnes och Mcdunnough 1910. Cerma albipuncta ingår i släktet Cerma och familjen nattflyn. Inga underarter finns listade i Catalogue of Life.